# 警固
警固（けいご）とは、外敵の侵入に対して国家の防備を固め、あるいは非常の事態に対して天子の身辺を守ること。
律令制期の日本は、新羅としばしば緊張関係に陥ることが多く、また海賊による襲撃もあった。天平4年（732年）には西方の危機に備えて節度使に命じて「警固式」を制定した。更に貞観15年（873年）には新羅との緊張に備えて九州に俘囚や統領・選士を配置して警守につかせ、そのための財源として大宰府のある筑前国に警固田を設置している。
日本国内においても天皇の譲位や政変の際には東国との境目の三関に固関使を派遣して変事に備える（固関）とともに、都の内部でも衛府・馬寮・兵庫寮に対して宮城を警固させた（警陣）。天皇の移御や雷鳴などの天変の際にも同様の体制が取られ、『内裏式』によれば毎年4月の賀茂祭前日にも衛府による諸官司等の警固が祭の全日程が終了するまでの4日間実施されたという。